# Madagaskar 2
Madagaskar 2 (engl. Madagascar: Escape 2 Africa ili Madagascar 2: Escape to Africa) je američki animirani film iz 2008. godine, koji je producirao Dreamworks te je nastavak na Madagaskar. Film je redatelja Eric Darnell i Tom McGrath, a scenarij su napisali Etan Cohen, Darnell i McGrath. U originalnoj verziji, pojavljuju se Ben Stiller, Chris Rock, David Schwimmer, Jada Pinkett Smith, Sacha Baron Cohen, Cedric the Entertainer, Andy Richter, Elisa Gabrielli, McGrath, Chris Miller, Christopher Knights i Conrad Vernon te ponavljaju svoje glasovne uloge iz prvog filma.
U filmu se glavni likovi — skupina životinja iz zoološkog vrta Central Park čije su avanture odvele na Madagaskar — nađu u Africi, gdje upoznaju druge svoje vrste i gdje se lav Alex ponovno susreće sa svojim roditeljima.
Objavljen 7. studenog 2008., Madagascar 2 dobio je pozitivne kritike od kritičara za svoje likove, humor i animaciju, te je zaradio 603,9 milijuna dolara uz proračun od 150 milijuna dolara, što ga čini šestim filmom s najvećom zaradom u 2008. Bio je posvećen Bernieju Macu, koji je umro prije izlaska filma. Nastavak, Madagaskar 3: Najtraženiji u Europi, objavljen je u lipnju 2012.

## Radnja
U Africi, lav po imenu Zuba pokušava naučiti svog sina Alakaya kako se boriti, ali mladunče je više zainteresirano za ples. Suparnički mužjak Makunga izaziva Zubu za titulu alfa lava, a tijekom njihove borbe Alakaya zarobe lovokradice. Sanduk u kojem se nalazi Alakay pada u ocean i odluta u New York City, gdje dobiva ime Alex i odrasta u zoološkom vrtu Central Park gdje upoznaje svoje doživotne najbolje prijatelje: Martyja, Melmana i Gloriju.
Godinama kasnije, nakon svoje avanture na Madagaskaru, životinje iz zoološkog vrta - Alex, Marty, Melman, Gloria, pingvini i čimpanze - pripremaju se za povratak u New York u pohabanom zrakoplovu kojim upravljaju pingvini, u pratnji kralja Juliena, Mauricea, i Mort. Avion ostaje bez goriva i sruši se u kontinentalnu Afriku. Životinje se nađu na pojilištu u rezervatu prirode i uzbuđene su što će upoznati druge svoje vrste. Alex se ponovno susreće sa svojim roditeljima i impresionira ih pričama o svom statusu "kralja New Yorka". Marty se uklapa u krdo drugih zebri koje izgledaju i zvuče baš poput njega. Hipohondru Melmanu smeta što rezervat nema liječnika, pa ga druge žirafe postavljaju za svog vrača. U potrazi za romantikom, Gloria privlači pažnju lagodnog mužjaka nilskog konja Moto Mota.
U međuvremenu, pingvini su krenuli s popravkom aviona, uz pomoć brojnih čimpanza koje su regrutirali Mason i Phil. Nekoliko grupa Njujorčana koji su na safariju kradu vozila i oduzimaju im dijelove. Nana, žilava starica koja je šamarala Alexa,[a] preuzima brigu o nasukanim turistima i pomaže im da prežive u divljini.
Uzbuđenje životinja u zoološkom vrtu ubrzo se pretvara u razočaranje. U planu da se Zuba zbaci s alfa lava, Makunga inzistira da Alex završi obred prijelaza koji Alex pogrešno smatra natjecanjem talenata. To je zapravo borbeno natjecanje, a Makunga ga prevari da odabere najjačeg lava za protivnika, što rezultira Alexovim ponižavajućim porazom. Suočen s dužnošću da protjera svog sina, Zuba se odriče svoje titule alfe i Makunga preuzima vlast. U međuvremenu, Marty je potišten spoznajom da druge zebre mogu učiniti sve što on može, vjerujući da više nije jedinstven. Melman počinje vjerovati da je smrtno bolestan, a rastužuje ga Glorijino zanimanje za Moto Mota jer ju je dugo potajno volio. Četiri prijatelja žestoko raspravljaju jedan s drugim. Gloria ima spoj s Moto Motom, ali gubi interes kad shvati da ga privlači samo zbog njezine veličine. Nakon ohrabrujućeg govora kralja Juliena, Melman konačno otkriva svoje osjećaje prema Gloriji.
Sljedećeg dana životinje se uspaniče kada pojilište presuši. Odlučan da se iskupi, Alex popravlja svoje prijateljstvo s Martyjem i oni napuštaju rezervat kako bi istražili uzvodno. Kralj Julien predlaže da će prinošenje žrtve obližnjem vulkanu obnoviti vodu. Melman, napušten i vjerujući da umire, dobrovoljno se prijavljuje da bude žrtvovan. Gloria ga sprječava da skoči u vulkan i shvaća da je voli više od izgleda. Alex i Marty otkrivaju da su nasukani Njujorčani izgradili logor i pregradili rijeku, a Alexa su zarobili. Zuba mu priskoči u pomoć, ali Alex ih oboje spasi plešući za turiste koji ga se rado sjećaju iz zoološkog vrta. Marty, Melman, Gloria, pingvini i čimpanze (nakon što su riješili štrajk čimpanza) dolaze u popravljenom zrakoplovu i pomažu Alexu da uništi branu, vraćajući vodu. Makunga ljutito preuzima kontrolu, ali Alex ga prevari da ga Nana pokori. Zuba nudi Alexu titulu alfa lava, ali on to odbija, vjerujući da titula pripada njegovom ocu. Zuba tvrdi da titula pripada obojici, a otac i sin postaju suvoditelji.
Skipper se iz aviona ženi lutkom s kitom, a on, ostali pingvini i čimpanze odlaze na medeni mjesec u Monte Carlo. Alex, Marty, Melman, Gloria i lemuri presretni odlučuju neko vrijeme ostati u rezervatu.

## Uloge

### Glavni likovi
| Lik           | Originalni glas        | Glasove posudili  |
| ------------- | ---------------------- | ----------------- |
| Alex          | Ben Stiller            | Boris Mirković    |
| Marty         | Chris Rock             | Ozren Grabarić    |
| Gloria        | Jada Pinkett Smith     | Zrinka Cvitešić   |
| Melman        | David Schwimmer        | Drago Utješanović |
| Kralj Gjuro   | Sacha Baron Cohen      | Dražen Bratulić   |
| Moris         | Cedric the Entertainer | Zlatan Zuhrić     |
| Mort          | Andy Richter           | Dražen Bratulić   |
| Spika         | Tom McGrath            | Ranko Tihomirović |
| Kompa         | Chris Miller           | Zoran Gogić       |
| Pišta         | Christopher Knights    | Marko Torjanac    |
| Rico          |                        | Marko Torjanac    |
| Mason         | Conrad Vernon          | Dražen Čuček      |
| Zuba          | Bernie Mac             | Enes Vejzović     |
| Flori         | Sherri Shepherd        | Jelena Miholjević |
| Makunga       | Alec Baldwin           | Ranko Zidarić     |
| Moto Moto     | Will.i.am              | Robert Ugrina     |
| Nana          | Elisa Gabrielli        | Biserka Ipša      |
| Krivolovac #1 | Fred Tatasciore        | Marko Torjanac    |
| Krivolovac #2 | Eric Darnell           | Dražen Bratulić   |
| Mladi Alex    | Declan Swift           | Jan Niković       |
| Mlada Gloria  | Willow Smith           | Katarina Bratulić |
| Mladi Marty   | Thomas Stanley         | Lovro Vešliga     |
| Mladi Melman  | Zachary Gordon         | Domagoj Žabčić    |

### Ostali originalni glasovi
- Sacha Baron Cohen kao Kralj Julien
- Cedric the Entertainment kao Maurice
- Andy Richter kao Mort
- Tom McGrath kao Skipper
- Christopher Knights kao Private
- Chris Miller kao Kowalski
- John DiMaggio kao Rico
- Conrad Vernon kao Mason (Phil je bezvučan)
- Fred Tatasciore i Tom McGrath kao Fossa
- Elisa Gabrielli kao Nana
- Bob Saget kao zoo životinja (životinja nejasna)
- David Cowgill kao policijski konj
- Stephen Apostolina kao policajac
- Bernie Mac kao Zuba, Alexov otac i alfa lav
- Sherri Shepherd kao Florrie, Alexova mama i Zubina partnerica (ime nije spomenuto u filmu)
- Alec Baldwin kao Makunga lav
- Elisa Gabrielli kao Nana
- will.i.am kao Moto Moto, nilski konj
- Conrad Vernon kao Mason, čimpanza
- Fred Tatasciore kao Teetsi
- Eric Darnell kao Joe
- Al Roker kao novinar
- Phil LaMarr kao vodić Safarija
- Stephen Kearin kao Stephen, žirafa
- Danny Jacobs kao jedan od Njujorčana
- Dan O'Connor kao bik i jedan od Njujorčana
- Stacy Ferguson kao ženski nilski konj
- Harland Williams kao žirafe
- Bridget Hoffman kao jedan od Njujorčana
- David P. Smith kao Bobby

### Hrvatska sinkronizacija
Ostali glasovi:
- Zoran Gogić
- Marko Torjanac
- Aleksandar Cvjetković
- Alen Šalinović
- Nada Abrus
- Jasna Palić-Picukarić

- Sinkronizacija: Duplicato Media d.o.o.
- Redateljica dijaloga: Ivana Vlkov Wagner

## Vanjske poveznice
- Madagaskar 2 u internetskoj bazi filmova IMDb-a
- Madagaskar 2 na Rotten Tomatoes (engl.)